# Xerostomía
La xerostomía es el síntoma que define la sensación subjetiva de sequedad de la boca por mal funcionamiento de las glándulas salivales.
El término xerostomía procede del griego xerós (seco) + stóma (boca) + -ia (gr.).
La xerostomía puede objetivarse cuando se detecta una disminución del flujo de saliva inferior a la mitad tanto en reposo como con estímulo. Se estima que la secreción media de saliva en reposo es de 0,2-0,4 mL/min y que la secreción de saliva estimulada es de 1 a 2 mL por minuto. La xerostomía no indica necesariamente una sequedad objetiva de la mucosa de la cavidad oral, pues el umbral de la sensación de boca seca es variable en cada persona y no todos los casos de hipofunción salival se acompaña de sequedad bucal. Por lo tanto la hiposalivación o hiposialia no siempre es sinónimo de xerostomía.

## Epidemiología
La prevalencia de la xerostomía es de hasta el 50% en personas mayores de 60 años y puede llegar a más del 90% en pacientes hospitalizados. Esta relación con la edad se debe sobre todo a enfermedades asociadas y la toma de fármacos.

## Etiología
Las causas más frecuentes son:
- Fármacos: es la causa más frecuente. El número de fármacos que disminuyen el flujo salival supera los 400. Los más xerostomizantes son los antidepresivos tricíclicos, los antiparkinsonianos, las fenotiacinas y las benzodiacepinas. También los anticolinérgicos, los antihipertensivos, los antihistamínicos, los antipsicóticos y los diuréticos.
- Consumo de marihuana
- Enfermedades sistémicas: ciertas enfermedades reumáticas del colágeno o autoinmunes, tales como la enfermedad celíaca activa (no reconocida ni tratada),[1] el síndrome de Sjögren, la artritis reumatoide, el lupus eritematoso sistémico, la esclerodermia, la dermatomiositis o la enfermedad de injerto contra huésped. La diabetes mellitus produce xerostomía por una proceso de deshidratación y alteración de las glándulas salivales. La deshidratación que aparece en los estados febriles, poliuria, diarrea, hemorragias, gastritis, insuficiencia pancreática, fibrosis quística, hipertensión arterial, polineuropatías, intervenciones quirúrgicas y en los déficit de vitaminas como la riboflavina y el ácido nicotínico producen xerostomía.
- Radioterapia de cabeza y cuello: es irreversible cuando la dosis de radiación sobrepasa los 40 Gy bilateralmente, en las glándulas salivales principales. Es un síntoma tardío universal en los pacientes sometidos a radioterapia de cabeza y cuello que incluyan las glándulas parótidas. La amifostina es un fármaco que disminuye la frecuencia de aparición de la xerostomía tras radioterapia y la radioterapia por intensidad modulada (IMRT) es una técnica de Radioterapia conformada tridimensional (RT3D), que excluye a las parótidas de la irradiación en un porcentaje de su volumen.
- Trastornos psíquicos: sobre todo en la ansiedad y en la depresión. Cuando se toman antidepresivos o benzodiacepinas, la xerostomía se agrava.
- Envejecimiento: se debe más a enfermedades intercurrentes y a la toma de fármacos que al propio envejecimiento, puesto que el flujo de saliva tras estimulación es similar al de pacientes jóvenes.

## Patogénesis
- Disminución de estímulos: la falta de estímulos periféricos visuales, acústicos, térmicos y mecánicos como la ausencia de dientes, provoca una menor información aferente y menor producción de saliva.
- Trastornos centrales: las situaciones psicopatológicas que afectan al sistema nervioso central como el estrés, la ansiedad, la depresión o la anorexia nerviosa, pueden producir xerostomía.
- Trastornos de las vías eferentes: las alteraciones de las vías eferentes vegetativas que inervan a las glándulas salivales son más frecuentes al alterar la transmisión nerviosa como las infecciones, el tabaquismo, el alcoholismo y otras toxicomanías, fármacos xerostomizantes como los antihipertensivos y los antidepresivos.
- Trastornos propios de las glándulas salivales:  pueden ser por falta de elementos necesarios para la producción de saliva como la deshidratación, inmunodeficiencias, toma de diuréticos y enfermedades como la diabetes mellitus. También puede ser por ausencia o destrucción del parénquima salival como la extirpación de las glándulas salivales, enfermedades autoinmunes como el síndrome de Sjögren o radioterapia de los tumores de cabeza y cuello.
- Obstrucción de los conductos de drenaje: como la sialolitiasis.
- Enfermedades infecciosas (VIH)
- Obstrucción de las vías respiratorias por las adenoides aumentadas de tamaño ya sea por mucosidad o por infección en las mismas.

## Cuadro clínico
- Ardor y dolor bucal, la cavidad bucal se torna altamente sensible y delicada.
- Trastorno alimentario: debido a la dificultad en la formación del bolo alimenticio, la masticación y la deglución.
- Disgeusia: es la alteración del sentido del gusto, caracterizada por la apreciación de sabores distintos y sobre todo desagradables, como sabor metálico a la carne.
- Dificultad en el uso de la prótesis dental.
- Halitosis: por ausencia de arrastre de los detritus y alimentos con la saliva, que se descomponen en la boca.
- Dificultades para el habla
- Dificultad en la espiración del aire por la nariz, disminuida según la parte del cavum obstruida por las adenoides. O sea, el aire sale mejor por un orificio nasal que por el otro.

## Diagnóstico
En la exploración física, la mucosa bucal presenta pérdida de brillo y palidez. En el dorso de la lengua aparecen fisuras. Es frecuente la candidiasis oral, erosiones bucales, caries sobre todo en el cuello de los dientes. La falta de saliva produce faringitis, laringitis, dificultad para expectorar y alteraciones gastrointestinales como dispepsia y estreñimiento.
La forma objetiva de valorar el flujo salival y la xerostomía es mediante sialometría, que consiste en utilizar diferentes técnicas del medición del flujo salival.

## Tratamiento
Se basa inicialmente en tratar la enfermedad de base que provoca la xerostomía. En caso de ser una xerostomía irreversible se recurre a diversos procedimientos:
- Estímulos locales: se basan en estímulos mecánicos como aumento de la función masticatoria comiendo alimentos que requieran una masticación más enérgica como las zanahorias, ingerir sorbos de agua durante las comidas, mascar chicles sin azúcar. Los estímulos gustativos son alimentos ácidos-amargos que aumentan la salivación, aunque el beneficio obtenido es escaso.
- Fármacos: destacan la pilocarpina, y otros fármacos parasimpáticomiméticos como la anetoletritiona, betanecol, carbacolina, neostigmina y distigmina.
- Sustitutos salivales: son soluciones acuosoiónicas y de carboximetilcelulosa, con mucina, glucoproteínas y preparaciones con contenido enzimático, que imitan a la saliva.
- Prevención de caries: como el cepillado de dientes, la limitación en el consumo de hidratos de carbono de absorción rápida, uso de geles fluorados y antisépticos bucales como la clorhexidina
- Neuroelectroestimulación de las glándulas salivales: de los métodos efectivos en el tratamiento de la enfermedad, sobre todo respecto de pacientes que por alguna razón requieren de terapias a largo plazo.[2]
- Aunque esta solución puede resultar algo drástica, habría que considerar la adenoidectomía, para de tal forma disminuir la respiración bucal y por ende la xerostomía que a veces resulta selectiva, en particular durante el sueño, dependiendo de que lado de la cara se apoya la persona cuando duerme, estando las adenoides bloqueando el cavum del mismo lado y dificultando la respiración siendo esta en particular la espiración, llegando así a abrir la boca y respirar por la misma para poder dormir. Como resultas de esto cuando nos despertamos nos encontramos con la boca seca y acartonada..